# Bonobo
Bonobo — сценический псевдоним Саймона Грина (англ. Simon Green; род. 30 марта 1976 года), британского музыканта, продюсера, церковного звонаря и диджея, живущего в Лос-Анджелесе.

## Музыкальная карьера
Первый релиз Грина, под псевдонимом Bonobo, состоялся в октябре 1999 года с песней «Terrapin», и выпущен на лейбле Tru Thoughts в компиляции When Shapes Join Together. Дебютный альбом «Animal Magic» вышел на том же лейбле в 2000 году. Альбом был создан в одиночку, и большинство инструментальных партий Грин исполнил самостоятельно. Работа удостоилась внимания прессы и крупных лейблов, также Грин был отмечен как пионер в сфере даунтемпо.
В результате, уже в 2001 году Bonobo перешёл на лейбл «Ninja Tune» и в 2003 году выпустил свой следующий альбом — «Dial ‘M’ for Monkey» — уже на новом месте. Следующий альбом, изданный в 2006 году, «Days to Come», впервые включал в себя живой вокал благодаря сотрудничеству с певицей Байкой. Days to Come был признан лучшим альбомом 2006 года по версии Гиллса Питерсона и его слушателей.
Песня «The Keeper» с вокалом от Эндриа Трианы была выпущена в сентябре 2009 года в качестве ведущего сингла к альбому Black Sands, который вышел в марте 2010 года. Black Sands вызвал восторженные похвалы и мотивировали Грина расширять жанровое разнообразие своей музыки, включая в неё элементы гамелана, афробита и ближневосточной традиционной музыки. После своего сотрудничества с Эндриа Триана в Black Sands, Грин выпускает её дебютный альбом «Lost Where I Belong».
В феврале 2012 года на Ninja Tune был выпущен Black Sands Remixed, в котором были представлены ремиксы оригинального Black Sands таких музыкантов как Machinedrum, Lapalux, Floating Points и Марк Причард (англ. Mark Pritchard).
Первый сингл со следующего альбома «Cirrus» дебютировал в программе Гиллса Питерсона на BBC Radio 6, 19 января 2013 года. Альбом был назван The North Borders и выпущен 1 апреля 2013 года, однако попал в сеть раньше, так как произошла утечка промо-материала на одной из радио-станций. В записи альбома участвовали Grey Reverend, Эрика Баду, Szjerdene и Cornella.
В июле 2014 года Bonobo объявил на своей странице в Facebook, что в октябре 2014 года будет выпущен концертный альбом The North Borders Tour - Live, записанный в The North Borders Tour (англ. Северный пограничный тур) в течение последних восемнадцати месяцев.
В январе 2016 года Bonobo объявил в своем Twitter, что намерен выпустить новый альбом в этом году. Шестой альбом «Migration» был выпущен 13 января 2017 года через Ninja Tune. Объявление о выходе альбома состоялось 3 ноября 2016 года вместе с выпуском сингла «Kerala» и клипа к нему. В записи альбома участвовали Ник Мерфи (Chet Faker), Rhye, Innov Gnawa и Hundred Waters.
Клип для сингла «Kerala» был снят режиссёром Bison (работал с Джоном Хопкинсом, London Grammar, Роузи Лоу) с участием Джеммы Артертон (снималась в Кванте милосердия и Inside No. 9). Обложка альбома была разработана Нилом Кругом (работал с Boards of Canada, Ланой Дель Рей).

## Стиль
До 2010 года Bonobo гастролировал один, исполняя DJ-сеты, после было принято решение начать выступать с группой, для тура с альбомом Black Sands. Группа исполняет студийный материал, в ней состоят певец, клавишник, гитарист, саксофонист, струнная секция и перкуссионист. Часто в выступлениях прослеживается импровизациями и соло.

## Дискография

### Альбомы
- 2001 — Animal Magic
- 2002 — One offs... remixes & b-sides
- 2003 — Dial ‘M’ for Monkey
- 2005 — It came from the sea
- 2006 — Days to Come
- 2010 — Black Sands
- 2012 — Black Sands Remixed
- 2013 — The North Borders
- 2017 — Migration
- 2019 — fabric Presents: Bonobo
- 2022 — Fragments

### Другие релизы
- Scuba EP (Fly Casual - FCSL001, 11/06/2000)
- Terrapin EP (Tru Thoughts - TRU004, 11/06/2000)
- Silver EP (Tru Thoughts - TRU008, 26/06/2000)
- The Shark EP (Tru Thoughts - TRU013, 18/12/2000)
- One Offs, Remixes & B-sides (Tru Thoughts - TRU031, 07/01/2002)
- Kota EP (Tru Thoughts - TRU020, 26/11/2002)
- Pick Up EP (Ninja Tune - ZEN10137, 21/04/2003)
- Flutter EP (Ninja Tune - ZEN12147, 13/10/2003)
- Live Sessions EP (Ninja Tune - ZENCDS170, 31/05/2005)
- Bonobo Presents Solid Steel: It Came From The Sea (Ninja Tune, 03/10/2005)
- Nightlite / If You Stayed Over (Ninja Tune - ZEN7189, 14/08/2006)
- Nightlite (Zero dB Reconstruction/Bonobo Remixes) (Ninja Tune - ZEN12189, 04/12/2006)
- One Offs... Remixes & B-Sides (Ninja Tune - ZEN10223, 23/03/2009)
- The Keeper (feat. Andreya Triana) EP (Ninja Tune - ZEN247, 19/10/2009)
- Flashlight EP (Ninja Tune - 01/12/2014)

### DVD
- Live at Koko (Ninja Tune - ZENDV119, 23/03/2009)

## Саундтреки
- «Pick up» и «Flutter» из альбома Dial 'M' For Monkey для игры «SSX on Tour»[14].
- «Nightlite» для игры «UEFA Champions League 2006-2007»[15].
- В 2007 году трек «Ketto» из альбома «Days To Come» был использован в рекламе автомобиля Citroën C4 Picasso[16].
- Трек «Flutter» открывающая тема ситкома «jPod» на канадском телеканале CBC.
- Трек «Recurring» из альбома «Days To Come» использован в показе «Fuel TV».
- Трек «Flutter» появился в третьем эпизоде ситкома «Nathan Barley» на британском телеканале «Channel 4».
- Трек «If You Stayed Over» из альбома «Days To Come» использован в третьей серии («Экономист») четвёртого сезона телесериала «Остаться в живых» и в десятой серии («Control») пятого сезона американского телесериала «Спаси меня».
- В пятом эпизоде третьего сезона сериала «A Taste of My Life» на британском телеканале BBC 2 звучал трек «Terrapin» из альбома «Animal Magic».
- Осенью 2008 года телеканал «Cartoon Network» использовал инструментальную версию трека из «Days To Come» в части «Adult Swim». Другие композиции также были использованы в анонсах «Adult Swim».
- Трек «Silver» из альбома «Animal Magic» был использован в шестой серии («Luck be a Lady») четвёртого сезона телесериала «Секс в другом городе».
- В 2008 году в девятой серии («Last Resort») пятого сезона сериала «Доктор Хаус» использовалась песня «Between The Lines» из альбома «Days To Come».
- Трек «Between the Lines» был использован в первом сезоне сериала «Californication» на американском телеканале «Showtime».
- Трек «Terrapin» периодически использовался в партитурах Бенджамена Уокера в радиопостановке «Your Radio Nightlight» (позже переименованной в «Theory of Everything») на американской радиостанции NPR. «Terrapin» открывал эпизод «Noa Noa, Part II».
- В мае 2009 года британский телеканал «Film4» использовал трек «Flutter» в анонсе серии фильмов.
- В июле 2009 года трек «Recurring» был использован в официальной рекламе сетевого медиаплеера Xtreamer.[17]
- Трек «Recurring» использован в первом сезоне телесериала «Сплетница».
- Трек «Transmission 94» был использован в рекламе косметической продукции «Olay».
- Ремикс Амона Тобина трека «Scuba» появляется в видеоигре «Need for Speed: Undercover», изданной «Electronic Arts».
- Треки «Walk In The Sky» и «The Fever» из альбома «Days To Come» использованы в седьмом эпизоде телесериала «C.S.I.: Место преступления».
- В шестой серии второго сезона телесериала «Молокососы» используется трек «Ketto».
- Трек «All In Forms» вошёл в саундтрек к фильму Марка Тондерая «Дом в конце улицы».
- Ремикс Алекса Бэнкса трека «The Keeper» был использован во второй серии («Minute Man») третьего сезона канадского телесериала «Континуум», а также в рекламном ролике автомобиля Nissan Patrol[18].
- Трек «Kiara» присутствует в видеоигре «Sleeping Dogs», изданной «Square Enix».
- Трек «Kerala» присутствует в видеоигре «Need For Speed: Payback», изданной «Electronic Arts».
- Трек «Kong» был использован в пятой серии первого сезона телесериала «The Magicians».